# Andrea Sawatzki
Andrea Sawatzki (Schlehdorf, 23 febbraio 1963) è un'attrice tedesca.

## Biografia
È figlia di un'infermiera e di un giornalista. Dopo avere studiato recitazione nella New Drama School di Monaco di Baviera, ha esordito in teatro e, tra il 1988 ed il 1992, ha recitato a Stoccarda, Wilhelmshaven e Monaco, ottenendo nel 1988 la sua scrittura cinematografica recitando nel film Faust con la regia di Dieter Dorn. Successivamente ha alternato ruoli nel cinema e in televisione, apparendo come guest star anche in serie tv.

## Vita privata
Attualmente vive a Berlino insieme all'attore Christian Berkel, sposato nel 2011 e con il quale ha due figli.

## Filmografia parziale

### Cinema
- Die Mutter des Killers, regia di Volker Einrauch (1996)
- Bandits, regia di Katja von Garnier (1997)
- Das Leben ist eine Baustelle, regia di Wolfgang Becker (1997)
- Die Apothekerin, regia di Rainer Kaufmann (1997)
- Late Show, regia di Helmut Dietl (1999)
- Südsee, eigene Insel, regia di Thomas Bahmann (1999)
- Doppeltes Dreieck, regia di Torsten C. Fischer (1999)
- Porky college 2 - Sempre più duro!, regia di Marc Rothemund (2000)
- Verzweiflung, regia di Marcus Lauterbach (2000)
- Ein göttlicher Job, regia di Thorsten Wettcke (2001)
- Leo und Claire, regia di Joseph Vilsmaier (2001)
- The Experiment - Cercasi cavie umane, regia di Oliver Hirschbiegel (2001)
- Der Unbestechliche, regia di Erwin Keusch (2002)
- Scherbentanz, regia di Chris Kraus (2002)
- Erkan & Stefan in Der Tod kommt krass, regia di Michael Karen (2005)
- Helen, Fred und Ted, regia di Sherry Hormann (2006)
- Der andere Junge, regia di Volker Einrauch (2007)
- Aiuto, ho ristretto mamma e papà! (Hilfe, ich hab meine Eltern geschrumpft), regia di Tim Trageser (2018)
- Aiuto, ho ristretto i miei amici! (Hilfe, ich hab meine Freunde geschrumpft), regia di Granz Henman (2021)

### Televisione
- Faust – Vom Himmel durch die Welt zur Hölle - film TV (1988)
- Florian - miniserie TV (1990)
- Tatort - serie TV, 14 episodi (1991-2006)
- Wolff - Un poliziotto a Berlino - miniserie TV, 1 episodio (1994)
- Das Schwein - Eine deutsche Karriere - miniserie TV (1995)
- Angst - film TV (1995)
- Corte d'Assise - serie TV, 3 episodi (1996-1997)
- Polizeiruf 110 - serie TV, 8 episodi (1995-2004)
- A.S. - Indagine a Berlino - serie TV (1995-1997)
- Adelheid und ihre Mörder - serie TV, 1 episodio (1996)
- Helden haben's schwer - film TV (1996)
- Atemlos durch die Nacht - film TV (1996)
- Tresko - Im Visier der Drogenmafia - film TV (1996)
- Faust - serie TV, 1 episodio (1997)
- Champagner und Kamillentee - film TV (1997)
- Eiskalte Liebe - film TV (1997)
- Agentenfieber - film TV (1997)
- Bella Block - serie TV, 1 episodio (1997)
- Il commissario Quandt - serie TV, 1 episodi (1997)
- Der Mordsfilm - serie TV, 1 episodio (1997)
- Ultima analisi: omicidio - serie TV, 1 episodio (1998)
- Der König von St. Pauli - serie TV (1998)
- Liebling, vergiß die Socken nicht! - film TV (1998)
- Und alles wegen Mama - film TV (1998)
- Ufos über Waterlow - film TV (1998)
- Tod auf Amrum - film TV (1998)
- Klemperer - Ein Leben in Deutschland - serie TV (1999)
- Apokalypso - Bombenstimmung in Berlin - film TV (1999)
- SK Kölsch - serie TV, 1 episodio (2000)
- Letzte Zeuge, Der - serie TV, 1 episodio (2000)
- Ein tödliches Wochenende - film TV (2001)
- Nur mein Sohn war Zeuge - film TV (2001)
- Bargeld lacht - film TV (2001)
- Il commissario Rex - serie TV, 1 episodio (2001)
- Die Cleveren - serie TV, 1 episodio (2001)
- Die Manns – Ein Jahrhundertroman - miniserie TV (2001)
- Rosa Roth - serie TV, 1 episodio (2002)
- Die Affäre Semmeling - serie TV (2002)
- Das verflixte 17. Jahr - film TV (2002)
- Der Mann von nebenan - film TV (2002)
- Primi baci - Quando l'amore fa sognare (Mein erster Freund, Mutter und ich), regia di Annette Ernst – film TV (2003)
- Küss mich, Kanzler! - film TV (2004)
- Schöne Witwen küssen besser - film TV (2004)
- Mann von nebenan lebt! - film TV (2005)
- Arme Millionäre - serie TV, 12 episodi (2005-2006)
- Das Schneckenhaus - film TV (2006)
- All'improvviso... Gina - film TV (2007)
- I Borgia - serie TV (2011-2013)
- Familie Bundschuh - serie TV, 9+ episodi (2015-...)
- Volevamo andare lontano - Bella Germania (Bella Germania) – miniserie TV, 3 episodi (2019)
- Pauline – miniserie TV, episodio 1x01 (2024)

### Cortometraggi
- Buy 1 Get 1 Free (1997)
- Hund mit t (1998)

## Doppiatrici italiane
Nelle versioni in italiano delle opere in cui ha recitato, Andrea Sawatzki è stata doppiata da:
- Rachele Paolelli in Aiuto, ho ristretto mamma e papà!, Aiuto, ho ristretto i miei amici!
- Pinella Dragani in The Experiment - Cercasi cavie umane
- Monica Gravina in I Borgia
- Antonella Baldini in Pauline[2]